# دیاگرام (منطق ریاضی)
در مدل تئوری، دیاگرام (Diagram) یا نگارهٔ یک ساختار، مفهومی ساده و در عین حال قوی برای اثبات ویژگی‌های مفید یک تئوری است. برای مثال، ویژگی ادغام (amalgamation property) و نیز ویژگی تعبیه متصل (joint embedding property).

## تعریف فرمال دیاگرام
فرض کنید L یک زبان مرتبه اول باشد و T یک تئوری روی L باشد. به ازای یک مدل M از Τ، می‌توان L را به یک زبان جدید توسعه داد:
LA := L ∪ {ca: a∈A}
با افزودن یک نماد ثابت جدید ca به ازای هر عنصر a در A، که A دامنه مدل M است. حال می‌توان M را به مدل زیر توسعه داد:
MA := (M,a)a∈A
دیاگرام M، مجموعه تمام جملات اتمی LA و نقیض آن‌ها است، که در MA برقرار هستند (قابل اثباتند).